# 353
353 је била проста година.

## Догађаји
- Битка код Монс Селеука: Цар Констанције II побеђује узурпатора Магненција, који врши самоубиство у Галији како би избегао заробљавање. Констанције постаје једини цар и поново уједињује Римско царство.
- Констанције II шаље свог званичника Павла Катена у Британију, да лови противнике који подржавају Магненција. Флавије Мартин, заменик заповеника Британије и Констанцијев присталица, противи се прогонима; затим га Катена оптужује да је издајник. Као одговор, Мартинус покушава да убије Катену мачем; не успе, а затим изврши самоубиство.
- Констанције II саставља цонцилиабулум у Арлу и осуђујеучење светог Атанасија, патријарха Александрије.

### Непознат датум
- Википедија:Непознат датум — Битка код Монс Селеукуса